# Lincoln College
Lincoln College (formalmente, The College of the Blessed Mary and All Saints, Lincoln) é uma das faculdades constituintes da Universidade de Oxford, situada na Turl Street, no centro de Oxford. Lincoln foi fundada em 1427 por Richard Fleming, o então Bispo de Lincoln.

## História

### Fundação

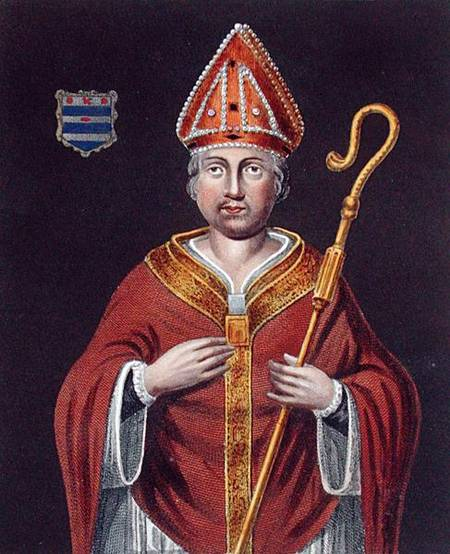
Richard Fleming, fundador

Richard Fleming, o então Bispo de Lincoln, fundou o colégio para combater os ensinamentos lolardos de John Wyclif. Ele pretendia que fosse "um pequeno colégio de verdadeiros estudantes de teologia que defenderiam os mistérios da Escritura contra aqueles leigos ignorantes que profanavam com focinhos suínos suas pérolas mais sagradas". Para tanto, ele obteve uma carta para o colégio do Rei Henrique VI, que combinou as paróquias de Todos os Santos, São Miguel no Portão Norte e Santa Mildred dentro do colégio sob um reitor. A faculdade agora usa a Igreja de Todos os Santos como sua biblioteca e tem fortes laços com a Igreja de São Miguel no Portão Norte, tendo-a usado como substituto da capela da faculdade quando necessário.
Apesar da doação insuficiente e dos problemas da Guerra das Rosas (pois sua carta era do deposto Lancastrian), a faculdade sobreviveu e floresceu graças aos esforços de seus companheiros e à munificência de um segundo Bispo de Lincoln, Thomas Rotherham. Richard Fleming morreu em 1431, e o primeiro reitor, William Chamberleyn, em 1434, deixando o colégio com poucos prédios e pouco dinheiro. O segundo reitor, John Beke, garantiu a segurança da faculdade atraindo doadores. Em 1436, o colégio tinha sete bolsistas. John Forest, reitor de Wells e amigo íntimo de Beke, doou uma quantia tão grande que a faculdade prometeu reconhecê-lo como cofundador; não cumpriu esta promessa. Seus dons viram a construção de uma capela, uma biblioteca, salão e cozinha. Depois de um sermão do reitor em exercício, Thomas Rotherham foi obrigado a dar seu apoio e efetivamente a refundou em 1478, com uma nova carta do Rei Eduardo IV.